# ارواح در فرهنگ پلی‌نزی

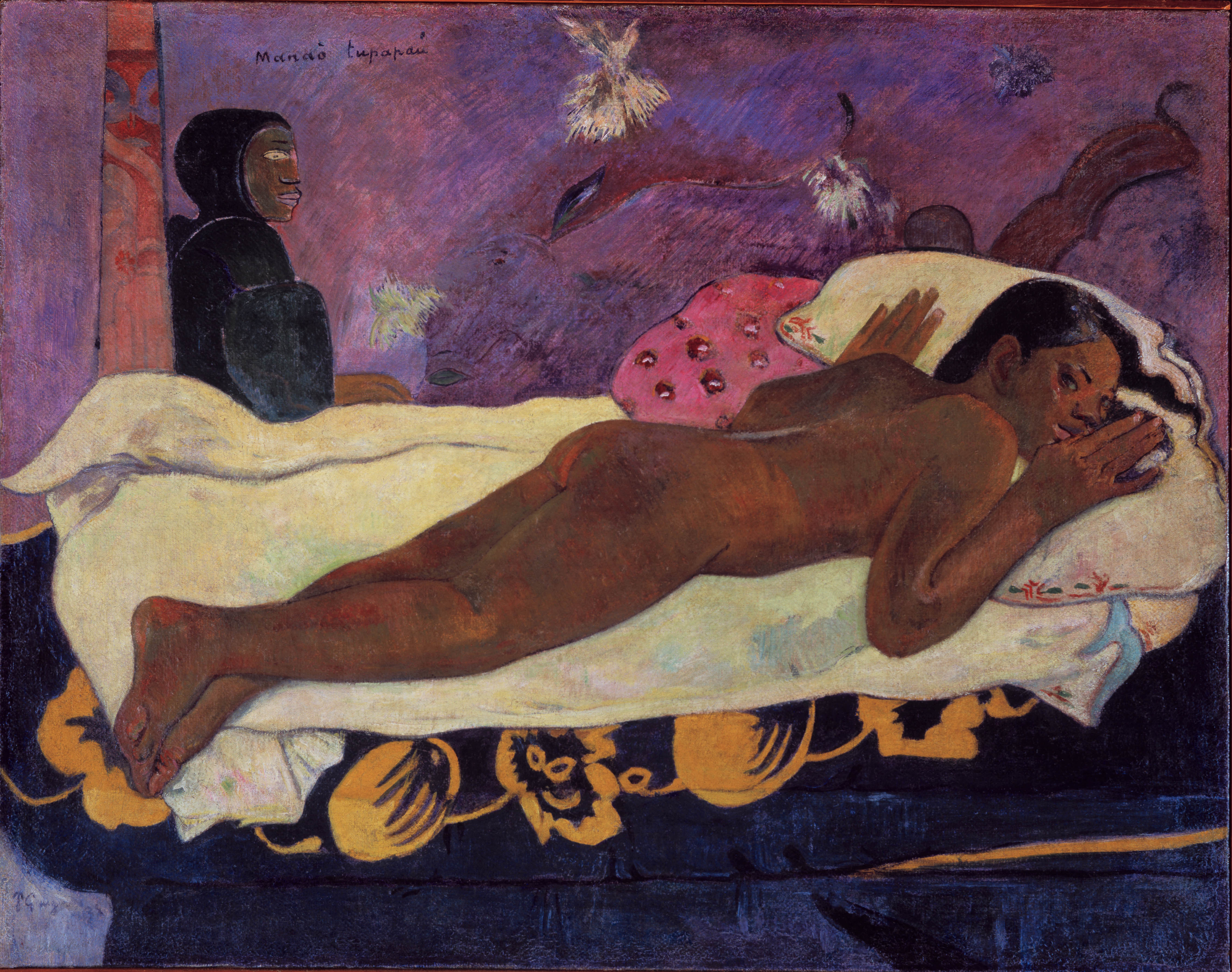
روح نظاره‌گر اثر
پل گوگن در سال ۱۸۹۲

در فرهنگ پلی نزی اعتقاد گسترده‌ای به ارواح وجود داشت که برخی از آنها امروزه نیز وجود دارند. پس از مرگ، روح یک شخص به‌طور معمول به دنیای آسمان یا عالم اموات سفر می‌کند، اما برخی از آنها می‌توانند روی زمین باقی بمانند. در بسیاری از افسانه‌های پلینزی، ارواح اغلب در امور زندگان دخالت داشتند. ارواح همچنین ممکن است باعث بیماری شوند یا حتی جسم مردم عادی را تسخیر نمایند که می‌بایست از طریق داروهای قوی بیرون رانده شوند.

## ارواح
در بازسازی زبان‌شناختی نیازبان-پلی نزیایی، کلمه "qaitu" به روح یک مرده اشاره دارد، در حالی که کلمه "tupuqa" معنای گسترده‌تری داشته که همه موجودات ماوراء طبیعی را شامل می‌شود. برخی از افسانه‌های باستانی مائوئی که در سراسر جزایر پلینزی رایج است، شامل ایده وجود روح دوگانه در بدن می‌شود. اولی روحی که هرگز انسان را رها نمی‌نماید، دومی «هاو» "hau" که افسون شده و با طلسم‌ها از بدن جدا می‌گردد.